# 坂井直
坂井 直（さかい なおし、1910年（明治43年）8月13日 - 1936年（昭和11年）7月12日）は、日本の陸軍軍人。最終階級は歩兵中尉。二・二六事件に参加した青年将校の一人で、軍法会議で死刑判決を受けて処刑された。

## 経歴
陸軍少将坂井兵吉の次男として三重県三重郡桜村（現在の四日市市桜町）に生まれる。1932年に陸軍士官学校を卒業（第44期）した後は、歩兵少尉として歩兵第三聯隊に所属した。1934年歩兵中尉となる。同連隊に所属していた大尉安藤輝三の国家改造思想に影響を受け青年将校運動に参加する。
1936年（昭和11年）2月26日の二・二六事件では、少尉高橋太郎、少尉麦屋清済、少尉安田優とともに重機4、軽機8、小銃、ピストルなどを備えた襲撃部隊を率いて、四谷区仲町三丁目（現・新宿区若葉一丁目）の内大臣斎藤実の私邸を二手に分かれて襲撃、警備の警察官の抵抗を難なく制圧して、斎藤を殺害した。事件から3日後の2月29日付で従七位返上を命じられ、勲六等及び昭和六年乃至九年事変従軍記章を褫奪された。特設軍法会議では叛乱罪（群衆指揮等）で死刑判決が下り、同年7月12日に銃殺刑に処せられた。満25歳没。
坂井は父の意向で、事件に参加した青年将校の多くが嫌っていた陸軍大学校受験の準備をしており、事件発生後に妻の父がその上司（明野陸軍飛行学校校長）から「歩三がやってるらしいが、大丈夫か」と問われた際に「うちの婿は陸大受験の勉強をしていました」と返答していた。
二・二六事件の直前、2月9日には諏訪神社にて、前年秋に見合で知り合った軍人を父に持つ女性と結婚した。相手の女性は、平田辰男（ひらたときお、陸軍航空兵中佐、明野陸軍飛行学校材料廠長）の長女だった。坂井は事件前の2月22日から週番勤務につき連隊に駐在したため、妻とともに暮らしたのは二週間程度であった。墓所は四日市市桜町にある。
妻とは正式な婚姻届が未提出だったため、法的には夫婦とはならないまま坂井は刑死した。実家に戻った妻は、1941年12月に陸軍少佐だった浦香治と再婚した。その浦も1944年4月に大隊長として従軍していたビルマ戦線で戦死した。

## 演じた俳優
映画
- 竹中弘道 - 『叛乱』（1954年）
- 高城裕二 - 『銃殺』（1964年、役名は「坂口中尉」）
- 加藤昌也 - 『226』（1989年）